# Hubert-Folie
Hubert-Folie és un municipi francès situat al departament de Calvados i a la regió de Normandia. L'any 2007 tenia 333 habitants.

## Demografia

### Població
El 2007 la població de fet de Hubert-Folie era de 333 persones. Hi havia 124 famílies de les quals 32 eren unipersonals (12 homes vivint sols i 20 dones vivint soles), 40 parelles sense fills, 44 parelles amb fills i 8 famílies monoparentals amb fills.
La població ha evolucionat segons el següent gràfic:
Habitants censats

### Habitatges
El 2007 hi havia 130 habitatges, 128 eren l'habitatge principal de la família i 2 estaven desocupats. 99 eren cases i 31 eren apartaments. Dels 128 habitatges principals, 96 estaven ocupats pels seus propietaris i 32 estaven llogats i ocupats pels llogaters; 3 tenien una cambra, 21 en tenien dues, 8 en tenien tres, 15 en tenien quatre i 81 en tenien cinc o més. 107 habitatges disposaven pel capbaix d'una plaça de pàrquing. A 59 habitatges hi havia un automòbil i a 63 n'hi havia dos o més.

### Piràmide de població
La piràmide de població per edats i sexe el 2009 era:
| Homes | Edats   | Dones |
| ----- | ------- | ----- |
| 0     | 95 o +  | 0     |
| 0     | 90 a 94 | 0     |
| 0     | 85 a 89 | 0     |
| 4     | 80 a 84 | 0     |
| 0     | 75 a 79 | 0     |
| 0     | 70 a 74 | 0     |
| 8     | 65 a 69 | 4     |
| 4     | 60 a 64 | 8     |
| 4     | 55 a 59 | 4     |
| 4     | 50 a 54 | 12    |
| 12    | 45 a 49 | 8     |
| 8     | 40 a 44 | 4     |
| 8     | 35 a 39 | 12    |
| 12    | 30 a 34 | 4     |
| 16    | 25 a 29 | 8     |
| 4     | 20 a 24 | 4     |
| 8     | 15 a 19 | 8     |
| 20    | 10 a 14 | 4     |
| 8     | 5 a 9   | 12    |
| 0     | 0 a 4   | 4     |

## Economia
El 2007 la població en edat de treballar era de 237 persones, 182 eren actives i 55 eren inactives. De les 182 persones actives 170 estaven ocupades (97 homes i 73 dones) i 12 estaven aturades (8 homes i 4 dones). De les 55 persones inactives 17 estaven jubilades, 23 estaven estudiant i 15 estaven classificades com a «altres inactius».

### Ingressos
El 2009 a Hubert-Folie hi havia 131 unitats fiscals que integraven 337,5 persones, la mediana anual d'ingressos fiscals per persona era de 18.628 €.

### Activitats econòmiques
Dels 11 establiments que hi havia el 2007, 2 eren d'empreses de fabricació d'altres productes industrials, 5 d'empreses de construcció, 2 d'empreses de comerç i reparació d'automòbils i 2 d'empreses de serveis.
Dels 5 establiments de servei als particulars que hi havia el 2009, 2 eren paletes, 2 guixaires pintors i 1 electricista.
L'únic establiment comercial que hi havia el 2009 era una botiga de mobles.

## Poblacions més properes
El següent diagrama mostra les poblacions més properes.